# Penig
Penig (phát âm tiếng Đức: [ˈpeːnɪç]) là một thị xã ở huyện Mittelsachsen, bang tự do Sachsen, nước Đức. Đô thị Penig có diện tích 63,31 km², dân số thời điểm ngày 31 tháng 12 năm 2005 là 10.276 người. Thị trấn nằm bên sông Zwickauer Mulde, 19 km về phía tây bắc Chemnitz. Penig có một trại tập trung trong chiến tranh thế giới thứ hai.